# Telstra Corporate Centre
Telstra Corporate Centre es un rascacielos de oficinas situado en Melbourne, Australia. Con una altura de 219 m y 47 plantas, es uno de los diez edificios más altos de Melbourne. Está situado en el 242 de Exhibition Street. Es la sede mundial de Telstra.
El edificio fue diseñado por Perrot Lyon Matheison, el arquitecto de Rialto Towers. Abrió en 1992.